# Svatá
Svatá é uma comuna checa localizada na região da Boêmia Central, distrito de Beroun.